# Гміна Жепєннік Стшижевскі
Ґміна Жепєннік Стшижевскі (пол. Gmina Rzepiennik Strzyżewski) — об'єднана сільська ґміна Горлицького повіту Краківського воєводства Польської республіки в 1934—1939 рр. Центром ґміни було село Жепєннік Стшижевскі.
Ґміну Жепєннік Стшижевскі утворили 1 серпня 1934 р. у межах адміністративної реформи в ІІ Речі Посполитій із тогочасних сільських ґмін: Колкувка, Ольшини, Жепєннік Біскупі, Жепєннік Марцішевскі, Жепєннік Сухи, Жепєннік Стшижевскі, Сєтніца, Тужа.
Налічувалось 1 878 житлових будинків.